# 치즈만저빌
치즈만저빌(Gerbillus cheesmani)은 황무지쥐아과에 속하는 설치류의 일종이다. 아라비아 반도에서 주로 발견되며, 이란 남서부 지역까지 분포한다. 오렌지색과 갈색을 띠며, 배 쪽은 희고 큰 눈과 아주 긴 꼬리를 갖고 있다.

## 분류학
치즈만저빌은 1919년 영국 동물학자 토마스(Oldfield Thomas)가 처음 기술했다. 종소명과 일반명은 사우디아라비아 원정 탐험 기간 동안 표본을 수집한 영국군 장교이자 탐험가, 조류학자인 치즈만(Robert Ernest Cheesman)의 이름을 따서 지었다.

## 특징
겉모습은 작은저빌(Gerbillus gerbillus), 앤더슨저빌(Gerbillus andersoni)과 유사하다. 머리부터 몸까지 길이는 70~110mm, 꼬리 길이는 90~135mm이고, 작은저빌과 앤더슨저빌처럼 발바닥에 털이 나 있다. 등 쪽의 털은 오렌지색-갈색을 띠며, 배 쪽은 희다.

## 분포 및 서식지
치즈만저빌은 아라비아 반도와 중동의 토착종이다. 분포 지역은 사우디아라비아와 아랍에미리트, 오만, 예멘, 쿠웨이트, 이라크, 이란, 시리아, 요르단이다. 자연 서식지는 모래 흙이 있는 건조한 평원 지대와 사막 지대, 수크르 지역이다. 할로실론속(Haloxylon)과 칼리고눔속(Calligonum) 식물, 마황, 쑥이 자라는 지역에서도 발견된다.

## 생태
야행성 동물로 낮 동안에는 굴 속에서 시간을 보내고 밤에는 씨앗과 풀을 찾아 밖으로 나오지만, 일부 지역에서는 잡식성 동물로 간주되기도 한다. 발바닥의 털은 모래 위를 이동하기 위해 적응한 결과로 길게 도약할 수도 있다. 밤에 먹이를 먹기 때문에 식물 위의 이슬을 섭취할 수 있고, 건조한 대변과 소변을 아주 적게 배출하여 수분을 보존할 수 있다. 굴 내부 습도를 올리기 위해 물기가 있는 식물을 굴 속으로 운반한다. 굴 입구는 보통 관목 식물 아래에 있으며, 굴 속으로 들어 간 다음 꼬리로 모래를 가볍게 쳐서 입구를 막는다. 포식자는 올빼미와 아라비아붉은여우, 흰꼬리모래여우 등이다.

## 보전 상태
치즈만저빌은 넓은 분포 지역에서 발견되는 흔한 종으로 전체 개체수도 크다. 개체수는 안정적이고, 특별한 위협 요인은 알려져 있지 않다. 국제 자연 보전 연맹(IUCN)이 보전 등급을 "관심대상종"으로 분류하고 있다.